# Kirchhain (Bz Kassel)
Kirchhain – stacja kolejowa w Kirchhain, w kraju związkowym Hesja, w Niemczech. Na stacji znajduje się jeden peron.